# Wiewiórolotkowe
Wiewiórolotkowe (Anomaluromorphi) – infrarząd ssaków z podrzędu Supramyomorpha w rzędzie gryzoni (Rodentia).

## Systematyka
Do infrarzędu Anomaluromorphi należą następujące nadrodziny:
- Anomaluroidea P. Gervais, 1848
- Pedetoidea J.E. Gray, 1825